# غريغوريوس بالاماس
غريغوريوس بالاماس (باليونانية: Γρηγόριος Παλαμᾶς)‏ (1296 - 1359)، كان لاهوتيًا يونانيًا بيزنطيًا ورجل دين أرثوذكسي شرقي من أواخر الفترة البيزنطية . وهو راهب من جبل آثوس (اليونان حاليًا) ورئيس أساقفة تسالونيكي لاحقًا، وهو مشهور بدفاعه عن الروحانية الهدوئية، والطابع غير المخلوق لنور التجلي، والتمييز بين جوهر الإله وطاقاته (أي الإرادة الإلهية، فضل الإله). تكشفت تعاليمه على مدار ثلاث خلافات رئيسية، (1) مع الإيطالي اليوناني برلعام بين عامي 1336 و1341، (2) مع الراهب غريغوريوس أكيندينوس بين عامي 1341 و1347، و(3) مع الفيلسوف غريغوراس ، من عام 1348 إلى عام 1348. يشار أحيانًا إلى مساهماته اللاهوتية باسم «البالامية» ويشار إلى أتباعه باسم «البالاميين».
تم تبجيل غريغوريوس كقديس في الكنيسة الأرثوذكسية الشرقية منذ عام 1368. كم يُطلق عليه اسم قديس داخل الكنيسة الكاثوليكية؛ وصف البابا يوحنا بولس الثاني غريغوريوس مرارًا وتكرارًا بأنه كاتب لاهوتي عظيم. ومنذ عام 1971، قامت كنيسة الروم الملكيين الكاثوليك بتكريم غريغوريوس كقديس.  تم جمع بعض كتاباته في الفيلوكاليا، ومنذ العصر العثماني، تم تخصيص الأحد الثاني من الصوم الكبير لذكرى غريغوريوس بالاماس في الكنيسة الأرثوذكسية وكنيسة الروم الكاثوليك الأوكرانية . ويحتفل مجمع الأرثوذكسية البيزنطي أيضًا بذكراه ولاهوته بينما يدين خصومه، بما في ذلك بعض مناهضي البالاميين الذين ازدهروا بعد وفاة غريغوريوس.

## النشأة
ولد غريغوريوس في القسطنطينية حوالي عام 1296. كان والده قسطنطين أحد رجال حاشية الإمبراطور البيزنطي أندرونيكوس الثاني باليولوج (1282–1328)، لكنه توفي عندما كان غريغوريوس لا يزال صغيرًا. واشترك الإمبراطور بنفسه في تربية الصبي اليتيم وتعليمه، وتمنى أن يتفرغ الموهوب غريغوريوس للخدمة الحكومية، لكن بالاماس اختار الحياة الرهبانية في جبل آثوس. كم إن والدة غريغوريوس (كالوني) وإخوته (ثيودوسيوس، مكاريوس، إبيخاريس، وثيودوتي) يعتنقون الرهبانية أيضًا، وتم إعلان قداسة العائلة بأكملها من قبل بطريركية القسطنطينية المسكونية في عام 2009.
قبل مغادرته إلى جبل آثوس، تلقى غريغوريوس تعليمًا واسع النطاق في جامعة القسطنطينية بما في ذلك دراسة أرسطو، والتي كان سيعرضها أمام ثيودوروس ميتوشيت والإمبراطور.

## حياته الرهبانية
وعلى الرغم من طموحات الإمبراطور به، إلا أن غريغوريوس، الذي لم يكن عمره آنذاك يتجاوز 21 عامًا، انسحب إلى جبل آثوس في عام 1316 وأصبح هناك مبتدئًا في دير فاتوبيدي تحت إشراف شيخ الرهبان القديس نيقوديموس الفاتوبيدي. وأخيراً رُسم راهباً وواصل حياته الزاهدة. وبعد رحيل الشيخ نيقوديموس، قضى غريغوريوس ثماني سنوات في الجهاد الروحي بإرشاد شيخه الجديد «نقفور». وبعد نياحة الشيخ الأخير، انتقل غريغوريوس إلى لافرا الكبرى للقديس أثناسيوس الآثوسي على جبل آثوس، حيث خدم الإخوة في قاعة الطعام وفي الكنيسة كمرنم. رغبة منه في تكريس نفسه بشكل كامل للصلاة والزهد، دخل إسقيطًا يسمى جلوسيا، حيث قام بتدريس الممارسة القديمة للصلاة العقلية المعروفة باسم "صلاة القلب" أو الهدوئية.
في عام 1326، بسبب تهديد الغزوات التركية، انسحب هو وإخوته إلى مدينة سالونيك المحصنة، حيث رُسم كاهنًا. قسم وقته بين خدمته للشعب وسعيه إلى الكمال الروحي، وأسس جماعة صغيرة من النساك بالقرب من تسالونيكي في مكان يسمى فيريا.
خدم لفترة قصيرة رئيسًا لدير إسفيغمينو لكنه أُجبر على الاستقالة عام 1335 بسبب الاستياء من تقشف إدارته الرهبانية.